# Danh sách màu sắc và kiểu dáng Game Boy
Đây là danh sách các màu sắc và kiểu dáng vỏ được sản xuất cho dòng máy Game Boy từ năm 1989.

## Game Boy

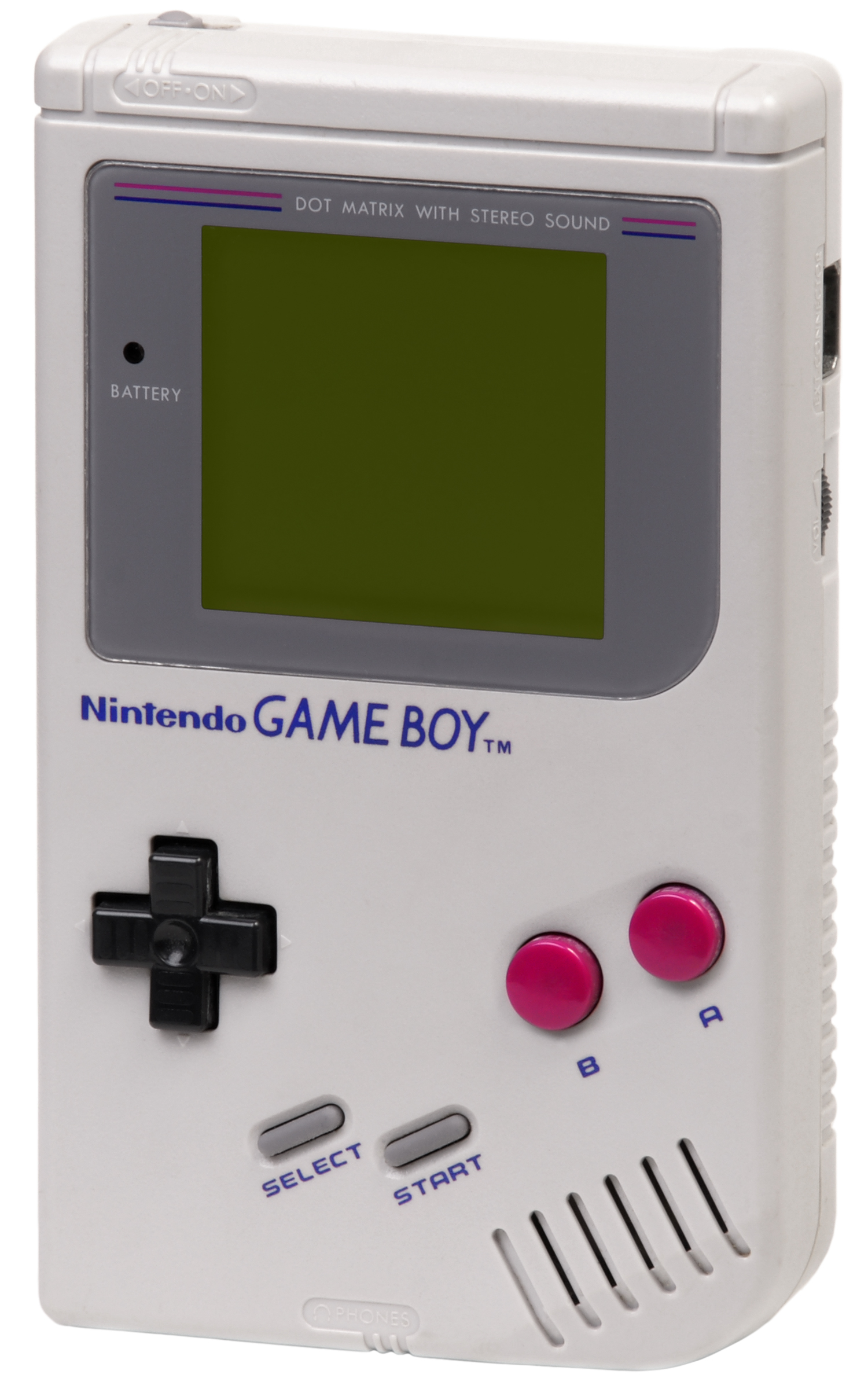
Game Boy - Trắng đục

| Màu cơ bản                           |
| ------------------------------------ |
| Màu trắng đục (1989)                 |
| Dòng Play It Loud                    |
| Đen thẳm (1995)                      |
| Xanh tuyệt đẹp (1995)                |
| Đỏ rạng rỡ (1995)                    |
| Vàng rực rỡ (1995)                   |
| Trong suốt công nghệ cao (1995) (US) |
| Trắng truyền thống (1995) (JP)       |
| Xanh dịu (1995) (EU)                 |

### Biến thể phiên bản đặc biệt
- Màu đỏ với logo EB (EB Games của Anh - Được bán với Killer Intstinct, giới hạn 350 máy)
- Màu đen với logo Wario (Anh - Phần thưởng cuộc thi trên Chương trình Ghost Train 1989 - 1991)
- Đen với logo Fiat ở phía dưới bên trái (Thắng trong cuộc thi)
- Màu hồng với logo Kirby (Anh - Cuộc thi của Tạp chí Nintendo - 1994)
- Màu hồng với logo trái tim (Thắng trong một gameshow)
- Màu trắng đục với logo Toyota (JP - Mua xe Toyota - 1992)
- Màu trắng đục với logo Hyundai (Hàn Quốc)
- Màu trắng đục với logo Altus Newing
- Màu trắng đục với logo bò Milka
- Màu trắng đục với logo Planet Hollywood
- Màu trắng đục với logo của Santa Clara Division]
- Màu trắng đục với logo Vivitar PMA Atlanta'93 ở góc dưới bên trái
- Màu trắng đục với Kirin Berverage ở phía dưới bên trái
- Màu trắng đục với Iveco Truck Ford với Commercial Motor ở góc dưới bên trái (Thắng trong cuộc thi - 1991)
- Màu trắng đục với logo Bee Ind
- Màu trắng đục với logo JAL
- Màu trắng nhạt với logo Soyuz TM-17 (Được bán trong Bảo tàng tưởng niệm vũ trụ học)

## Game Boy Pocket

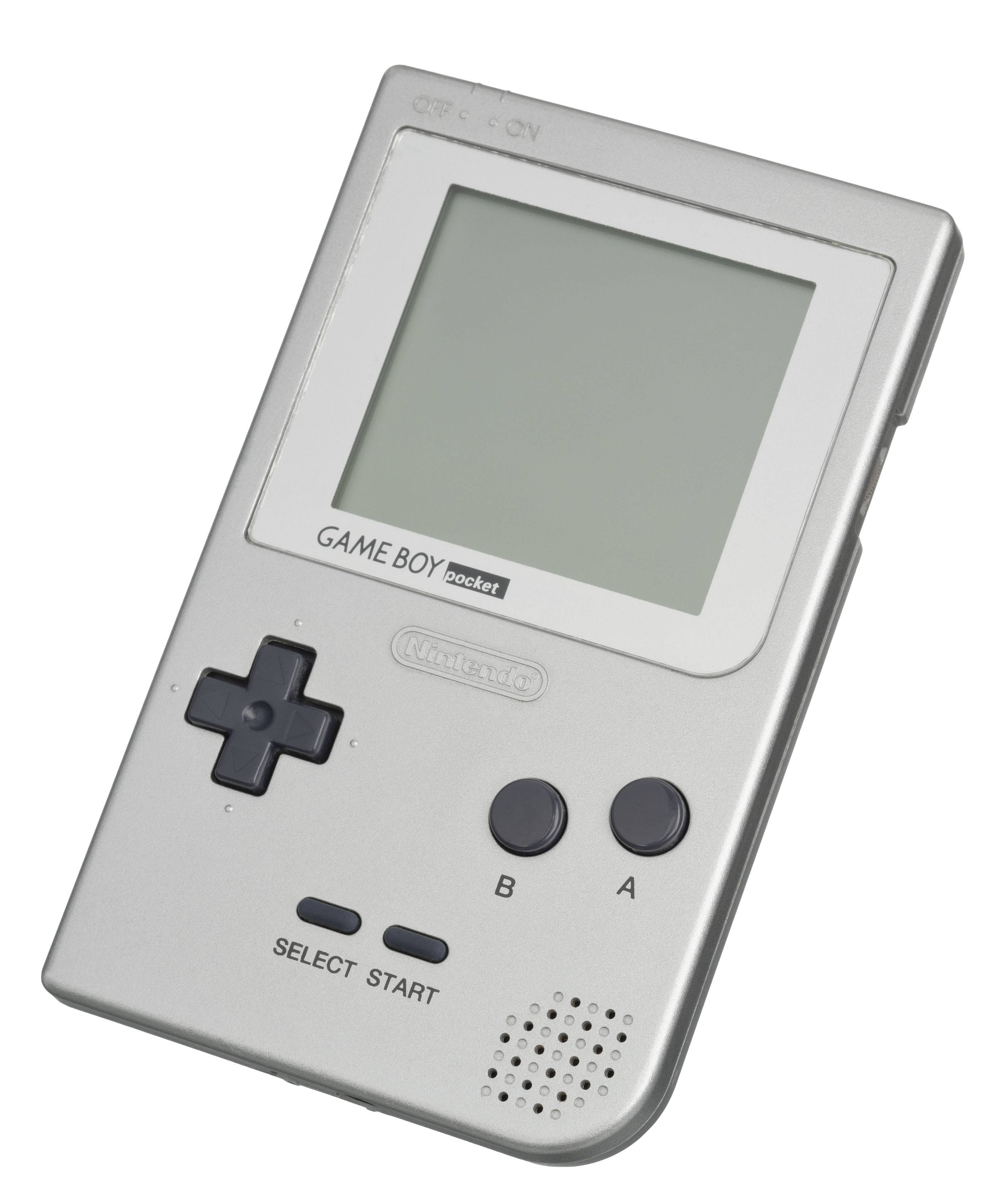
Game Boy Pocket - Bạc

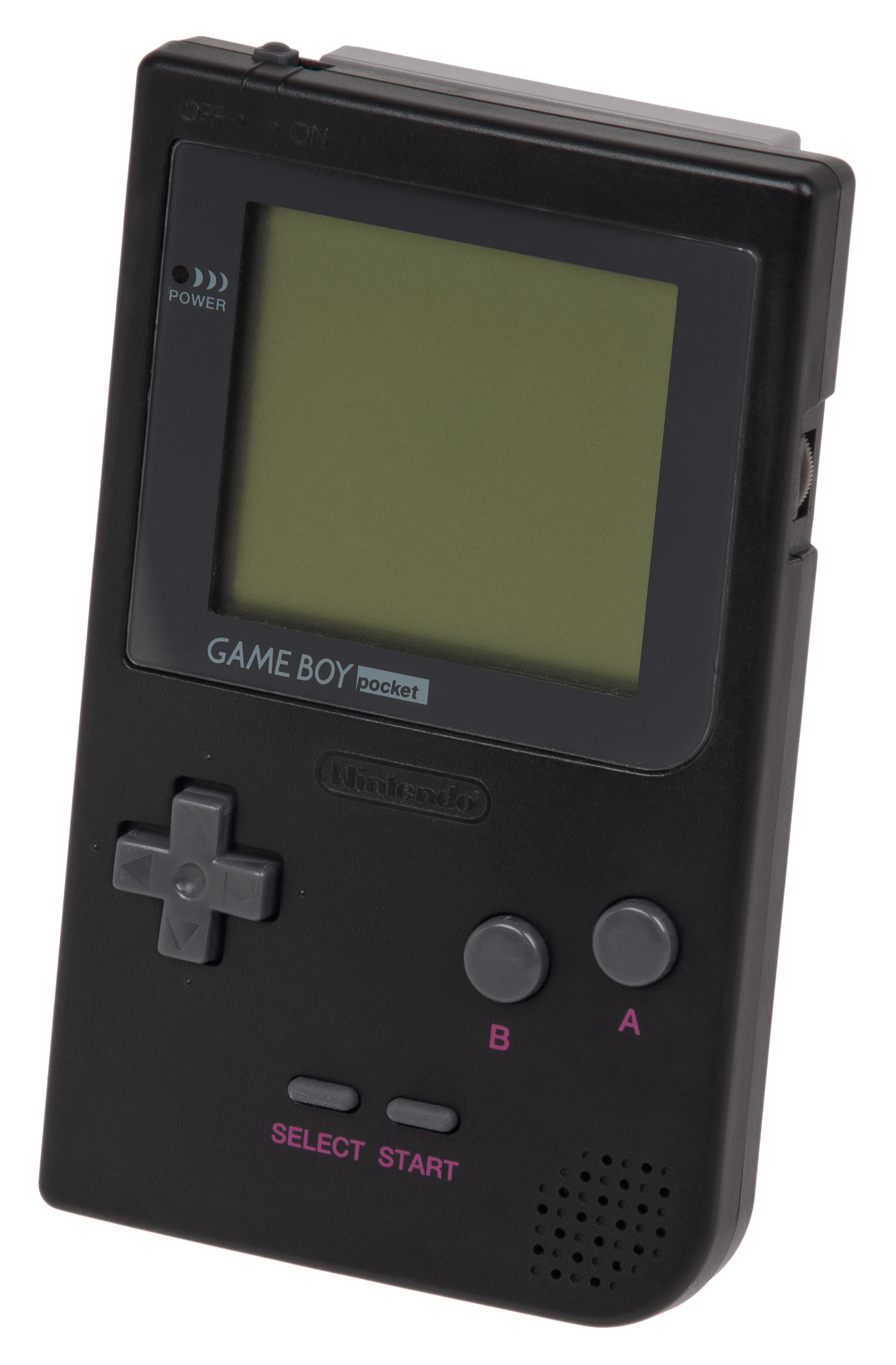
Game Boy Pocket - Đen

### Số sê-ri cho màu cơ bản 1996
(không có mẫu chính xác)
- Serial M ******** Nhật Bản phát hành: Made in Japan
- Serial MH ******** Nhật Bản và Canada phát hành: Made in China
- Serial MH ******* Pal phát hành: Made in China
- Serial MG ******* Mỹ phát hành: Made in China

### Màu cơ bản
- Bạc (1996)
- Đen (1996)
- Xanh lá cây (1996)
- Xanh dương (1996)
- Đỏ (1996)
- Vàng (1996)
- Trong suốt (1996)
- Hồng (Nhật Bản, 1996)
- Tím trong suốt (Nhật Bản, 1996)

### Màu phiên bản giới hạn
- Xanh bắc cực (1997) (Một số được đóng gói với Zelda)
- Xanh thẫm (1997)
- Xanh lục bảo (1998) (Toys 'R' Us JP)
- Xanh bắc cực trong suốt (1996) (Toys 'R' Us JP)
- Viền bạc / xám (US, 1996)
- Viền  bạc / đen (US, 1997)
- Vàng (Đóng gói cùng với Donkey Kong Land) (EU) (AUS) (US)
- Xanh dương / Vàng (1997) xanh mặt trước / vàng mặt sau. 'Swedish Limited Edition' với giấy chứng nhận, chỉ sản xuất khoảng 3000 máy
- Trắng đục (Theo phong cách của Game Boy gốc với các nút màu tím) [1]

### Phiên bản Đặc biệt
- Nintendo Power 100th Issue Editionr - vàng ánh kim với logo | Có thể mua khi xem quảng cáo của Nintendo Power hoặc bằng cách chiến thắng cuộc thi thứ 100 của họ (1997)

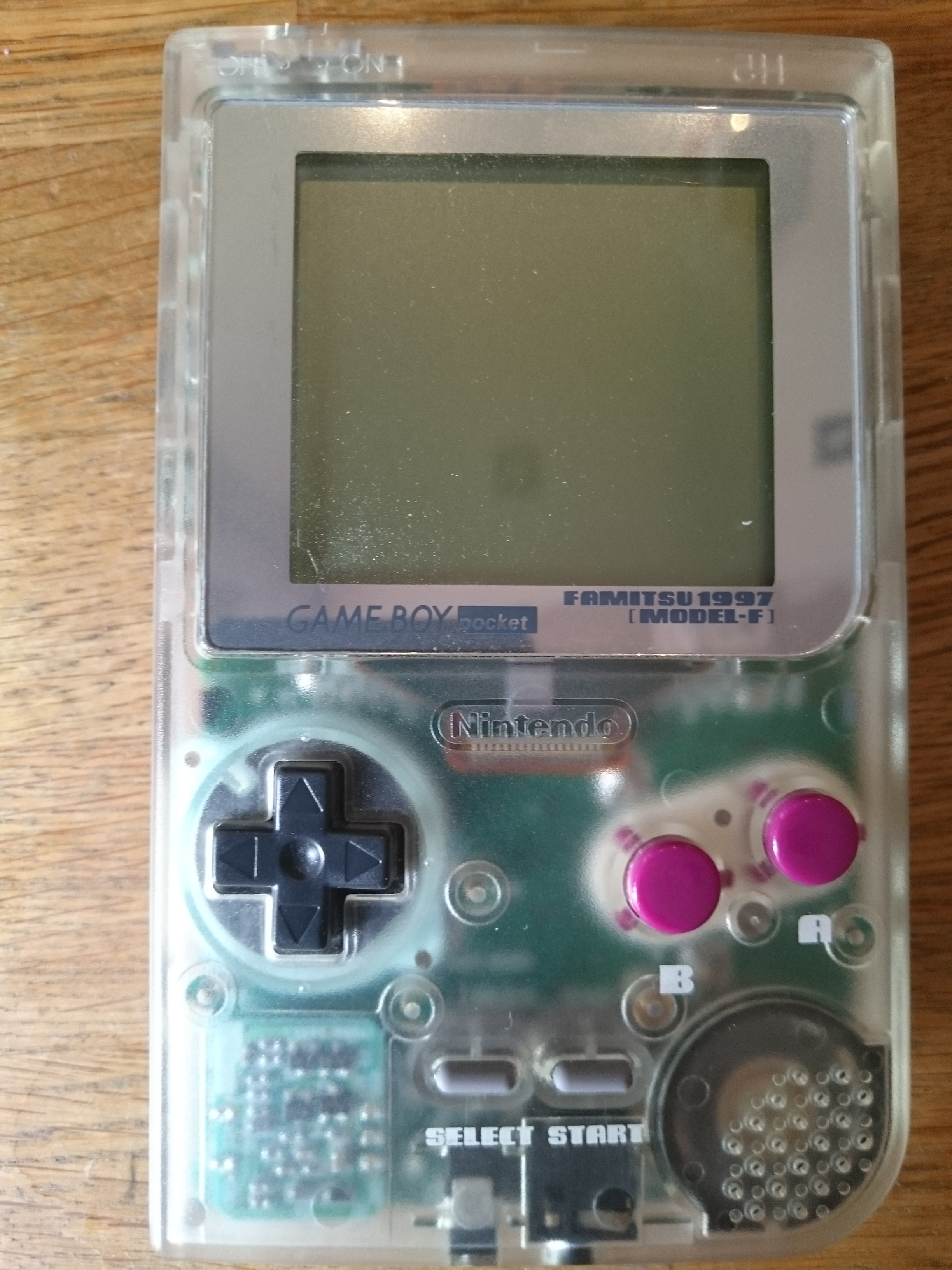
Game Boy Pocket Model F Famitsu edition 1997 trong suốt như gương là độc quyền của phiên bản hiếm này, "Có thể đọc được chữ GAME BOY pocket FAMITSU 1997 [MODEL F].

- Game Boy Pocket Model F Famitsu edition 1997 trong suốt như gương là độc quyền của phiên bản hiếm này, "Có thể đọc được chữ GAME BOY pocket FAMITSU 1997 [MODEL F]. Famitsu Limited Edition - trong suốt (Nhật Bản, 1997)
- ANA - xanh lam trong suốt với logo (Nhật Bản, 1997)
- Atlus - viền trắng / xanh nhạt (Nhật Bản, 1997)
- Seibu Lions - xanh lam với logo (Nhật Bản, 1997)
- Hello Kitty / Uranai Party - hình vẽ nhân vật trên nền máy màu hồng (Nhật Bản, 1997)
- Tamagotchi - Hồng (Nhật Bản, 11/7/1997)
- Thomas & Betts - xanh lam với logo (Bỉ)
- Toyota - trong suốt với logo [khi nào?]
- V Drink - xanh lá cây với logo (Úc)
- Imagineer Glow-In-Dark - ánh xanh lục phát sáng trong bóng tối - Giải thưởng trong cuộc thi Imagineers Multi Racing Championship [N64] - chỉ sản xuất 2000 máy (Nhật Bản, 1996)
- Disney's The Little Mermaid Treasure Pack - Phiên bản Xanh đại dương (Úc)

## Game Boy Light (Chỉ ở Nhật Bản)

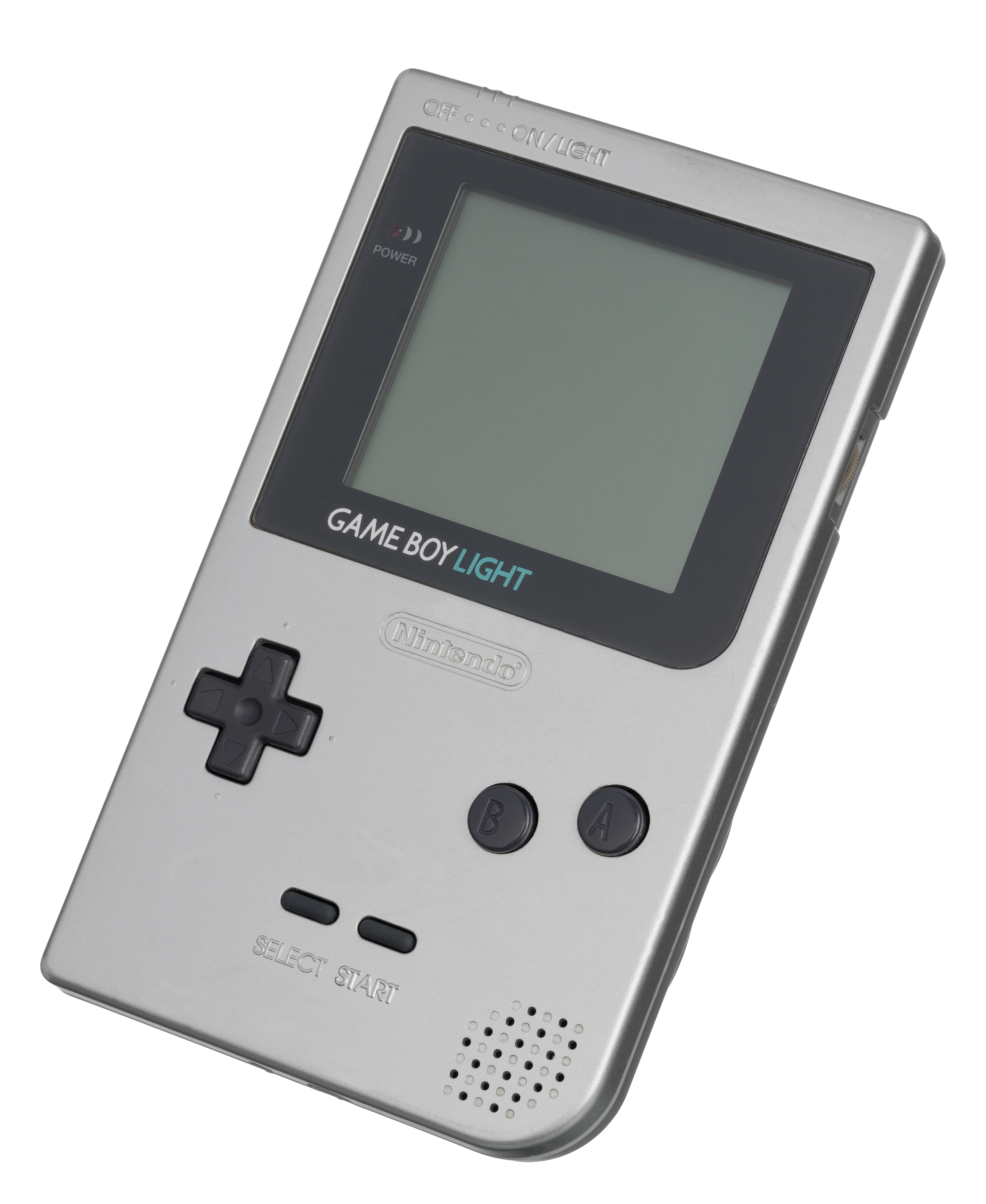
Game Boy Light - Bạc

### Màu cơ bản
- Vàng (1998)
- Bạc (1998)

### Màu phiên bản giới hạn
- Toys 'R' Us - Vàng trong suốt (1998)

### Phiên bản đặc biệt
- Astro Boy - trong suốt với hình nhân vật (1998)
- Tezuka Osamu - đỏ với hình nhân vật (1998)
- Phiên bản sự kiện Famitsu F02 - trong suốt viền màu xanh lam / trắng (1998)
- Phiên bản đặt hàng qua thư của Famitsu F02 - trong suốt viền màu xanh lam (1998)
- Pokémon Center Tokyo - vàng với logo và hình nhân vật (1998)

## Game Boy Color

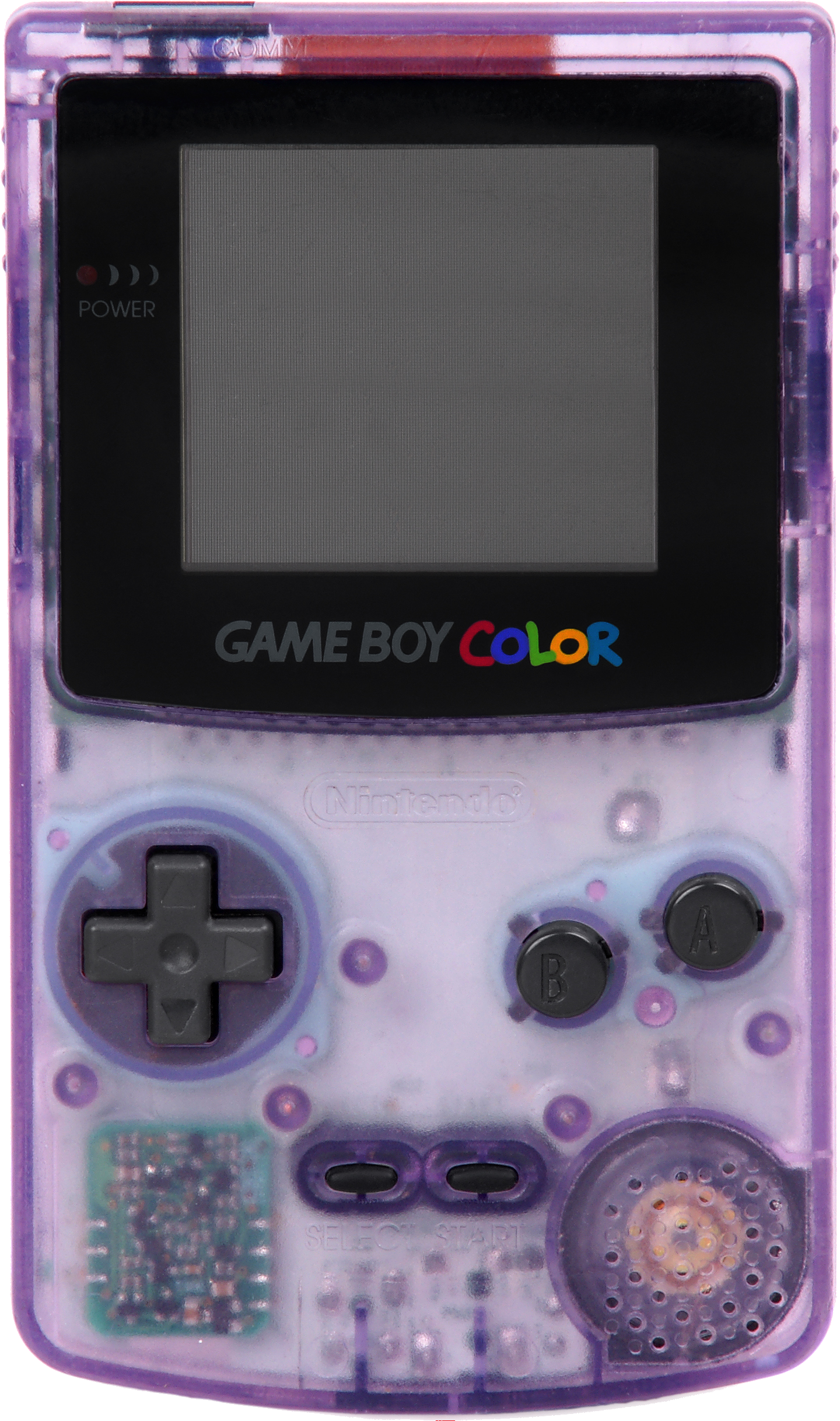
Game Boy Color - Tím nguyên tử

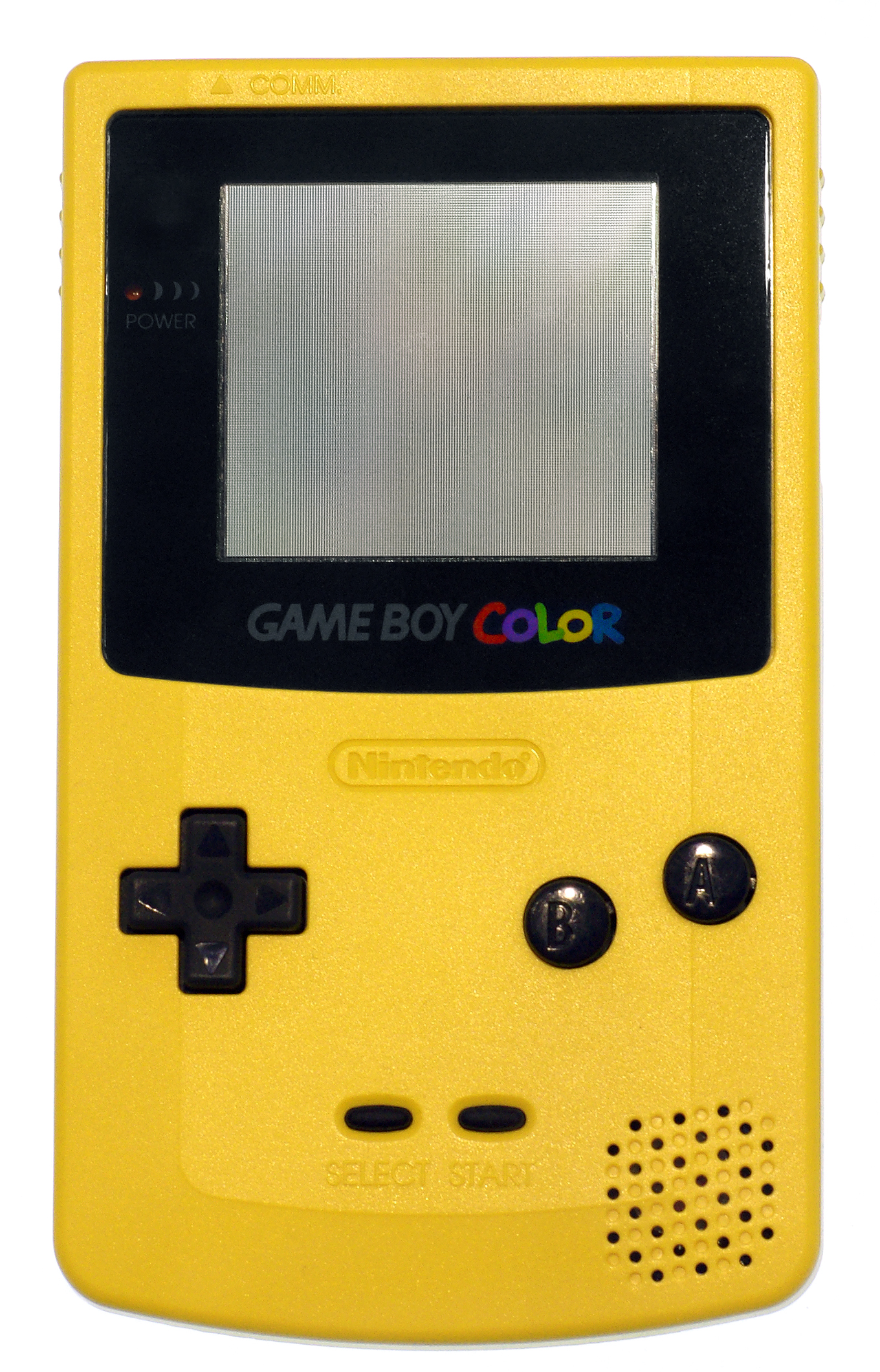
Game Boy Color - Bồ công anh

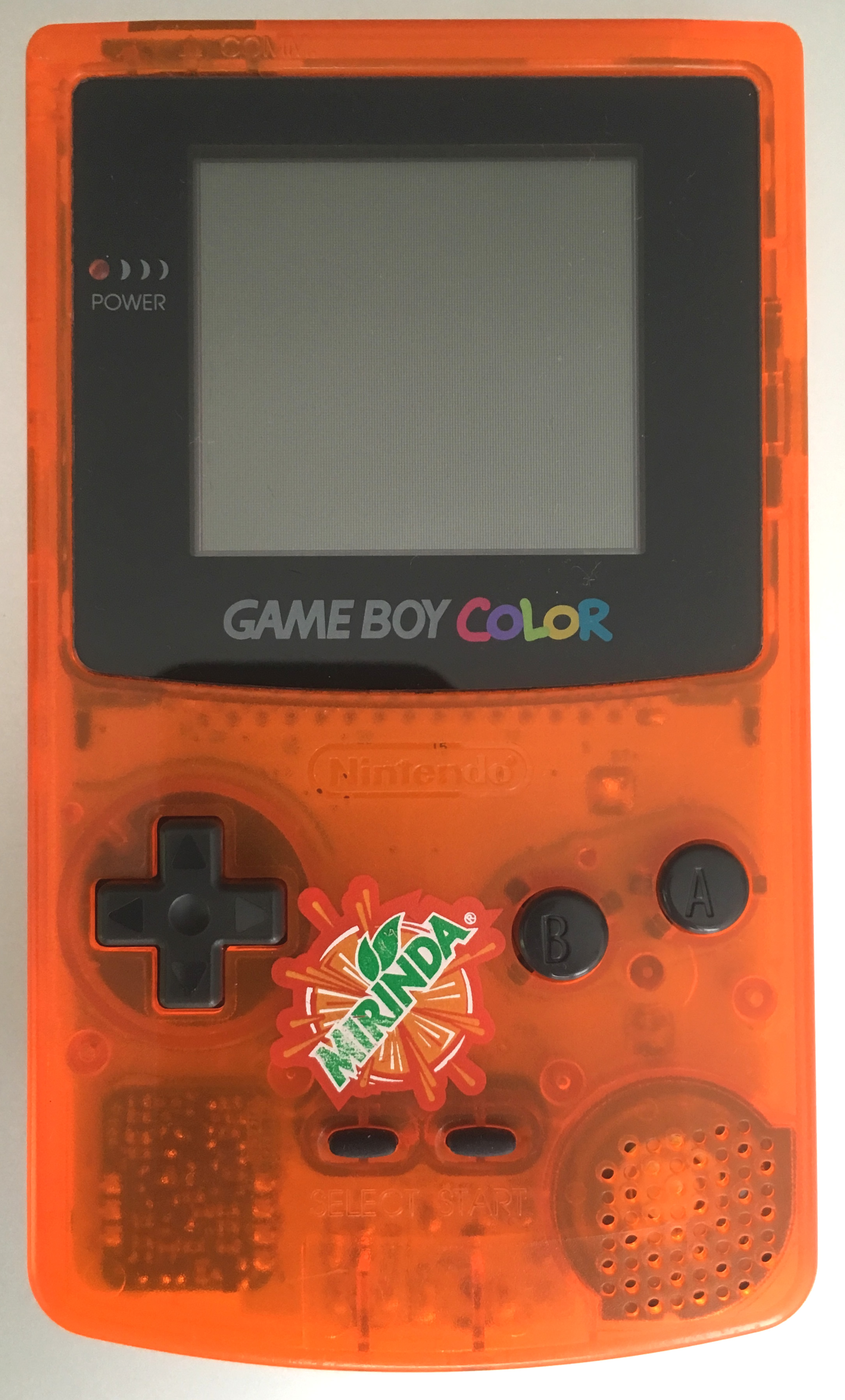
Game Boy Color - Mirinda cam

### Màu cơ bản
- Nho - tím (1998)
- Xanh két (1998, 1999 NA)
- Kiwi - xanh neon (1998, 1999 NA)
- Berry - hồng tím (1998, 1999 NA)
- Bồ công anh - màu vàng (1998, 1999 NA)
- Tím nguyên tử - tím trong suốt (1998)
- Neotones Ice - trong suốt (chỉ có ở Nhật Bản-Úc)

### Màu phiên bản giới hạn
- Đen trong suốt (2000, Nhật Bản)
- Xanh lá trong suốt (Toy 'R' Us, Nhật Bản, 2000)
- Xanh đen (Đồ chơi 'R' Us, Nhật Bản, 1999)
- Xanh bắc cực (Đồ chơi 'R' Us, Nhật Bản)
- Cam trong suốt (Daiei, Nhật Bản, 1999)
- Xanh trong suốt (ANA)
- Đen thẫm (Toy R 'Us, Thành phố New York, 2000)

### Phiên bản đặc biệt
- Mirinda - cam trong suốt với logo (Mexico, Cộng hòa Séc, Slovakia, Hungary 2000)
- Yedigun - cam trong suốt với logo (Thổ Nhĩ Kỳ, 2000)
- Neotones - xanh lá cây và màu vàng trong suốt với cờ Aussie và các nút màu vàng (Úc)
- Tommy Hilfiger - vàng với logo (US, 1999)
- Tsutaya - nút màu xanh nước biển với màu cam (Nhật Bản, 2000)
- Sakura Taisen - hồng trong suốt (2000)
- Hello Kitty Special Box - hồng nhạt với logo (Nhật Bản, 1999)
- Hello Kitty Special Box 2 - hồng nhạt với logo (Nhật Bản, 2000)
- Lawson - Màu xanh nước biển và màu trắng sữa (1999)
- Takarazuka - vàng nguyên tử với hình ảnh thủy sinh (Nhật Bản, 1999)
- Jusco - tím trong suốt với hình Mario(1999)
- Jusco - trong suốt với hình Mario (1999)
- Cardcaptor Sakura - trắng và hồng với hình nhân vật (Nhật Bản, 1999)
- Cuộc thi Ferrero SpA - vàng với logo Happy Hippo & Nhân vật Hippo hạnh phúc "Max Mutig" (đi kèm với trò chơi "Das Geheimnis der Happy Hippo Insel") (giới hạn ở 111 máy) (Đức, 2001)
- Hookups - xanh chanh với logo Hookups. Asr 2001 (100 máy)
- V-drink (trong suốt với logo)

### Pokémon
- Pokémon - Phiên bản Pikachu đặc biệt màu vàng và màu xanh với logo, hình nhân vật và nút màu (kèm theo Pokémon Yellow)
- Pokémon - bạc và vàng óng ánh với hình nhân vật quanh màn hình (Mỹ, độc quyền của Toy 'R' Us)
- Pokémon - xanh và trắng trong suốt với hình nhân vật (Hồng Kông)
- Pokémon - xanh lá cây và trắng với hình nhân vật (Đài Loan)
- Pokémon - vàng và xanh với logo, hình nhân vật và nút màu (Úc)
- Pokémon Center - bạc với hình nhân vật & logo (1999)
- Pokémon Center - cam & xanh với hình nhân vật & logo (1999)

## Game Boy Advance

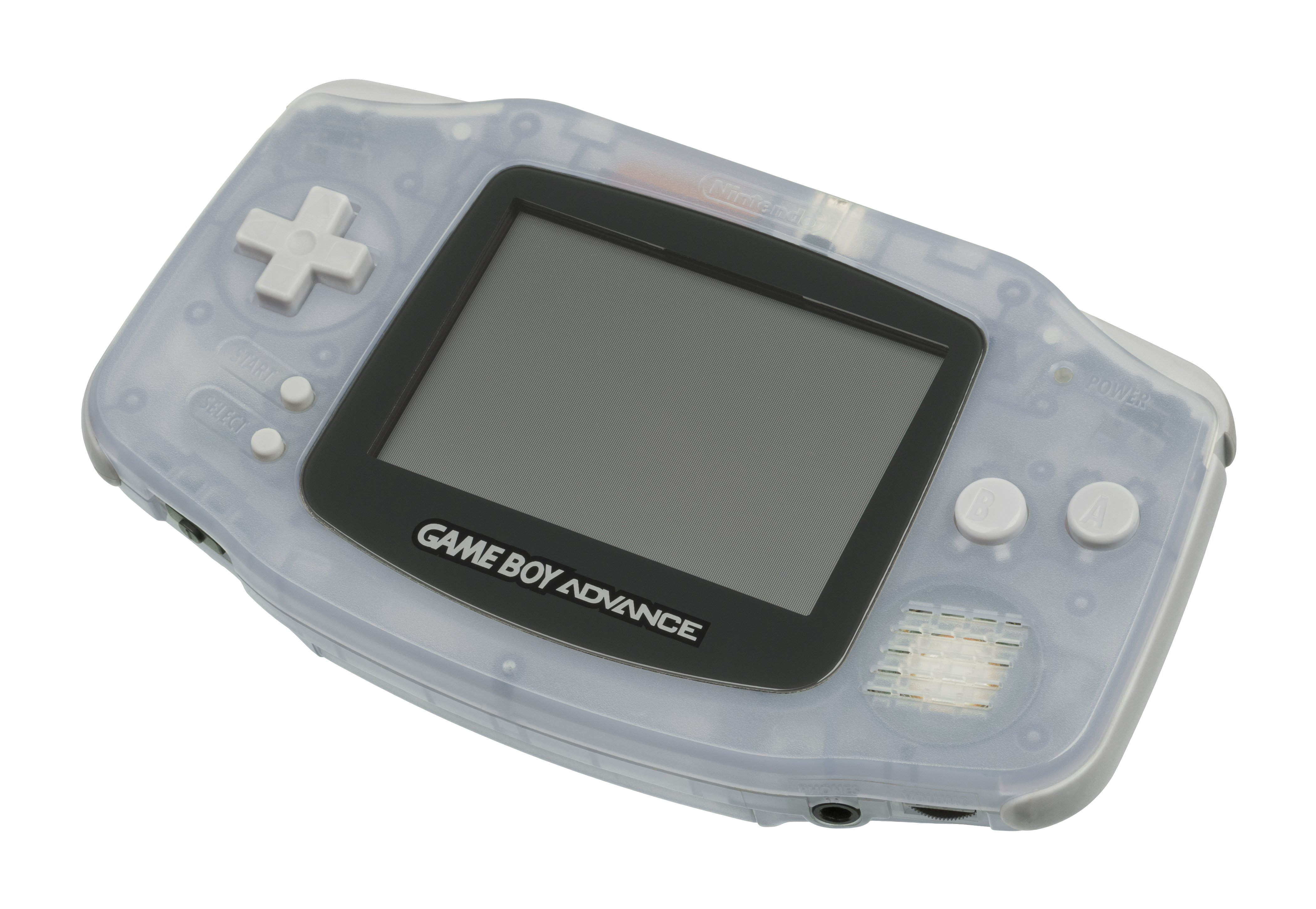
Game Boy Advance - Glacier

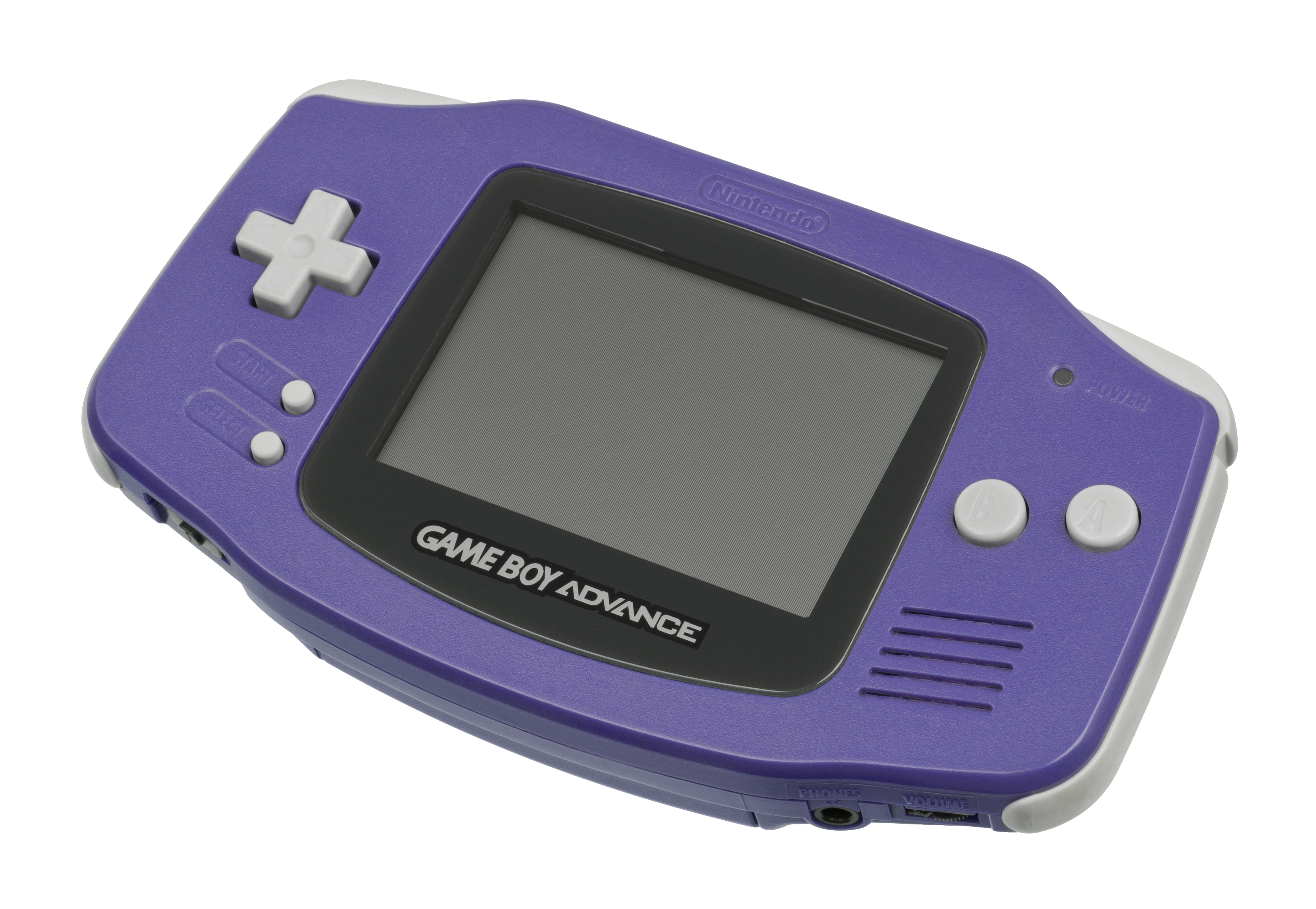
Game Boy Advance - Indigo

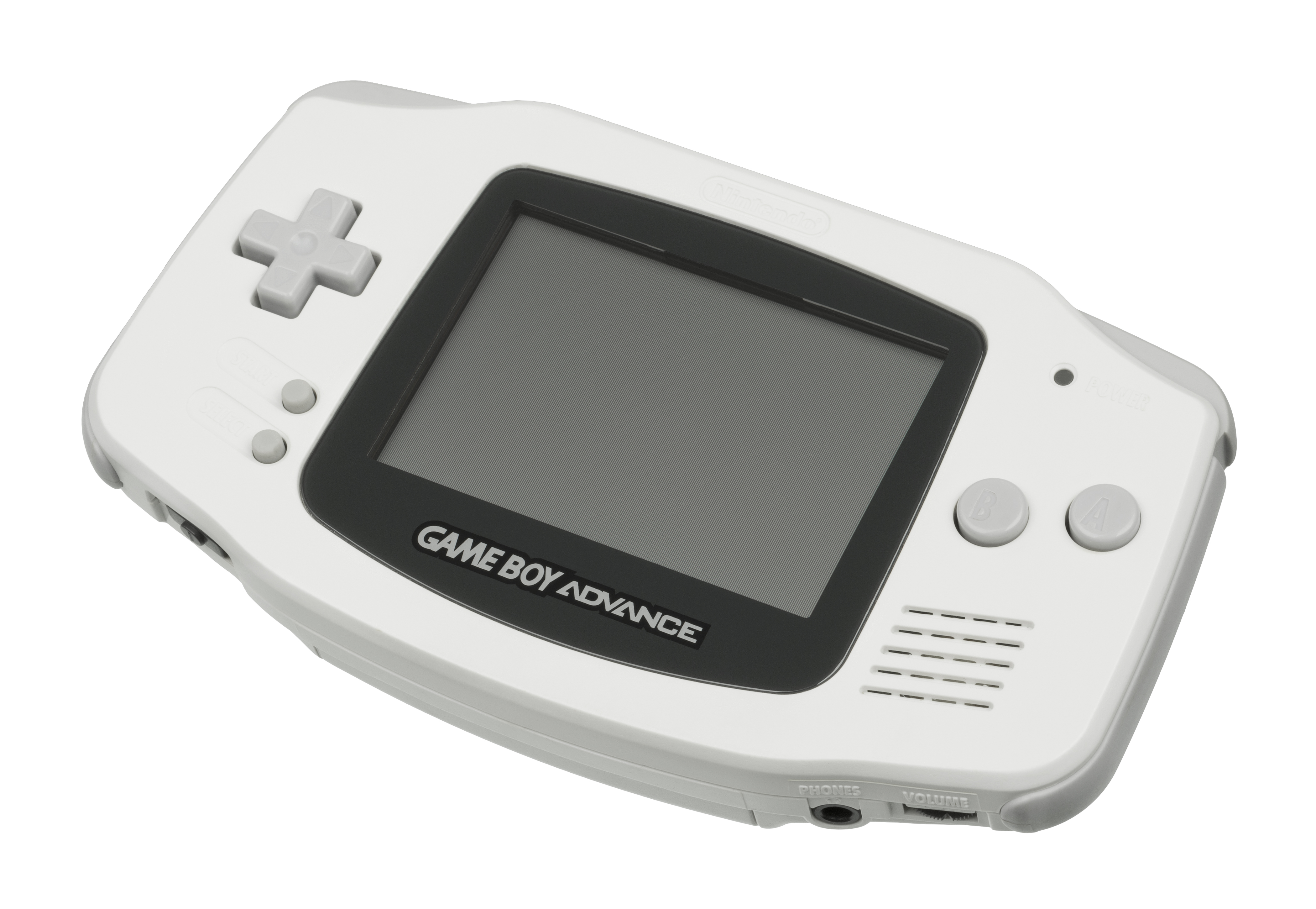
Game Boy Advance - Arctic

### Màu cơ bản
- Indigo  - màu tím (2001)
- Arctic - trắng (2001)
- Glacier - xanh trong (2001)
- Fuchsia (2001)
- Spice - cam (Nhật, 2001)
- Đen (2001)

### Màu phiên bản giới hạn
- Bạch kim / Bạc (2002)
- Vàng kim loại (Nhật Bản, 2002)
- Daiei - mặt trước màu cam trong & mặt sau màu đen trong (Daiei, Nhật  2001)
- Jet Black - (Toy 'R' Us, Mỹ, 2003)
- Đỏ (Zeller, Canada)

### Biến thể của phiên bản đặc biệt
- Target - Nho với logo (Mỹ, 2001)
- Target - Đỏ với logo (Mỹ, 2002)
- Chobits - Xanh trong suốt với logo (Nhật, 2002)
- King of Fighters - Đen trong suốt với logo (Nhật Bản, 2002)
- Toy 'R' Us - Xanh đậm đen với logo (US, 2002)
- Toy 'R' Us - Xanh đen (Nhật, 2001)
- RockmanCustom - Xanh da trời (Nhật, 2001)
- Jusco - Trắng đục với hình Mario (2001)
- Hello Kitty - Hồng với logo (Nhật, 2001)
- Yomiuri Giants - Tím trong suốt với hình nhân vật (2001)

### Pokémon
- Pokémon Center (Latios & Latias) - xanh nút màu đỏ (2002)
- Pokémon Center  - Xanh lá với hình nhân vật Celebi (2001)
- Pokémon Center  - Xanh dương với hình nhân vật Suicune (2001)
- Pokémon Center  NY - Vàng kim loại với hình nhân vật (Mỹ, 2001)
- Pokémon Center  NY - Vàng kim loại với hình nhân vật (Nhật, 2001)

## Game Boy Advance SP

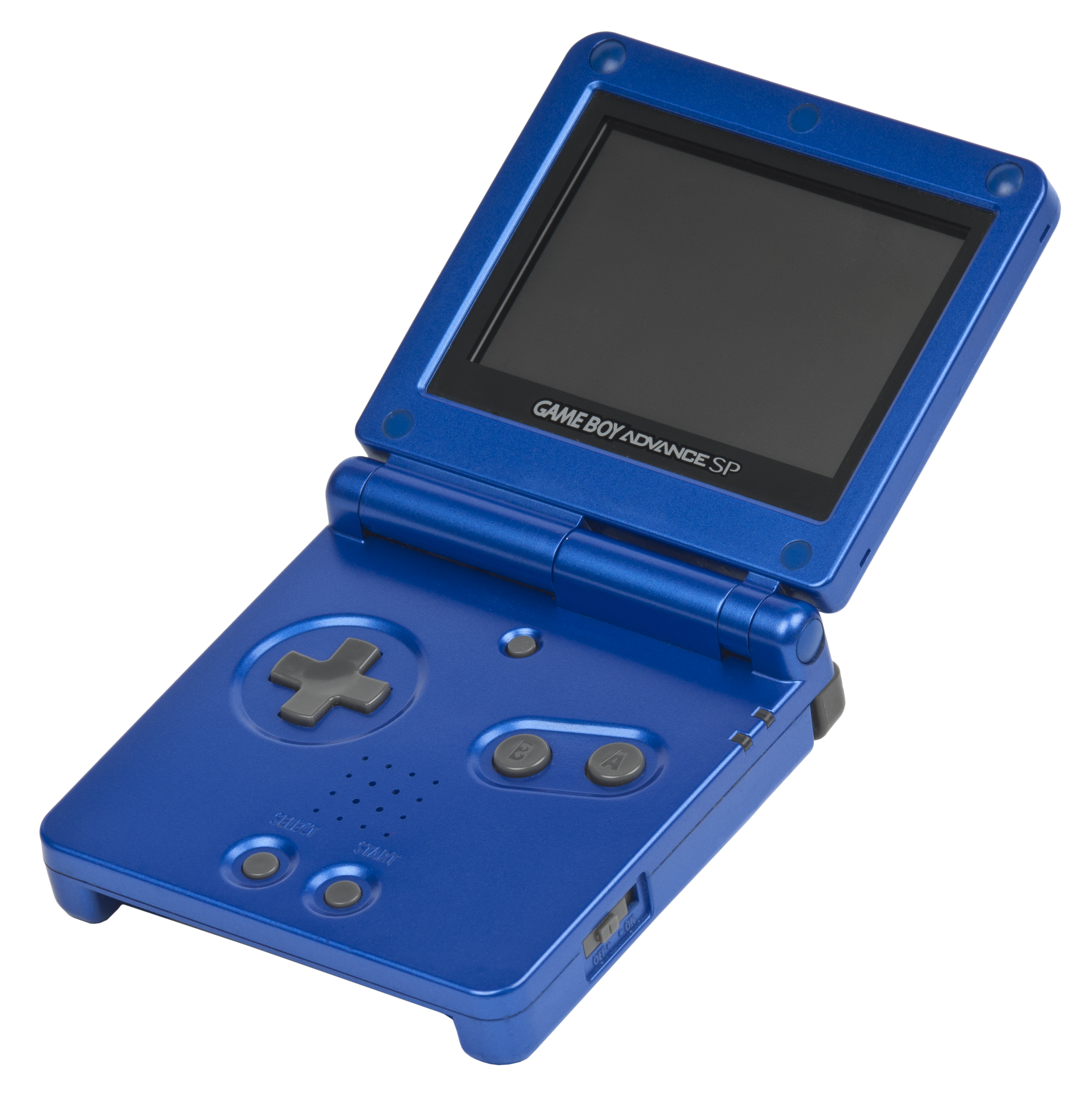
Game Boy Advance SP - Cobalt

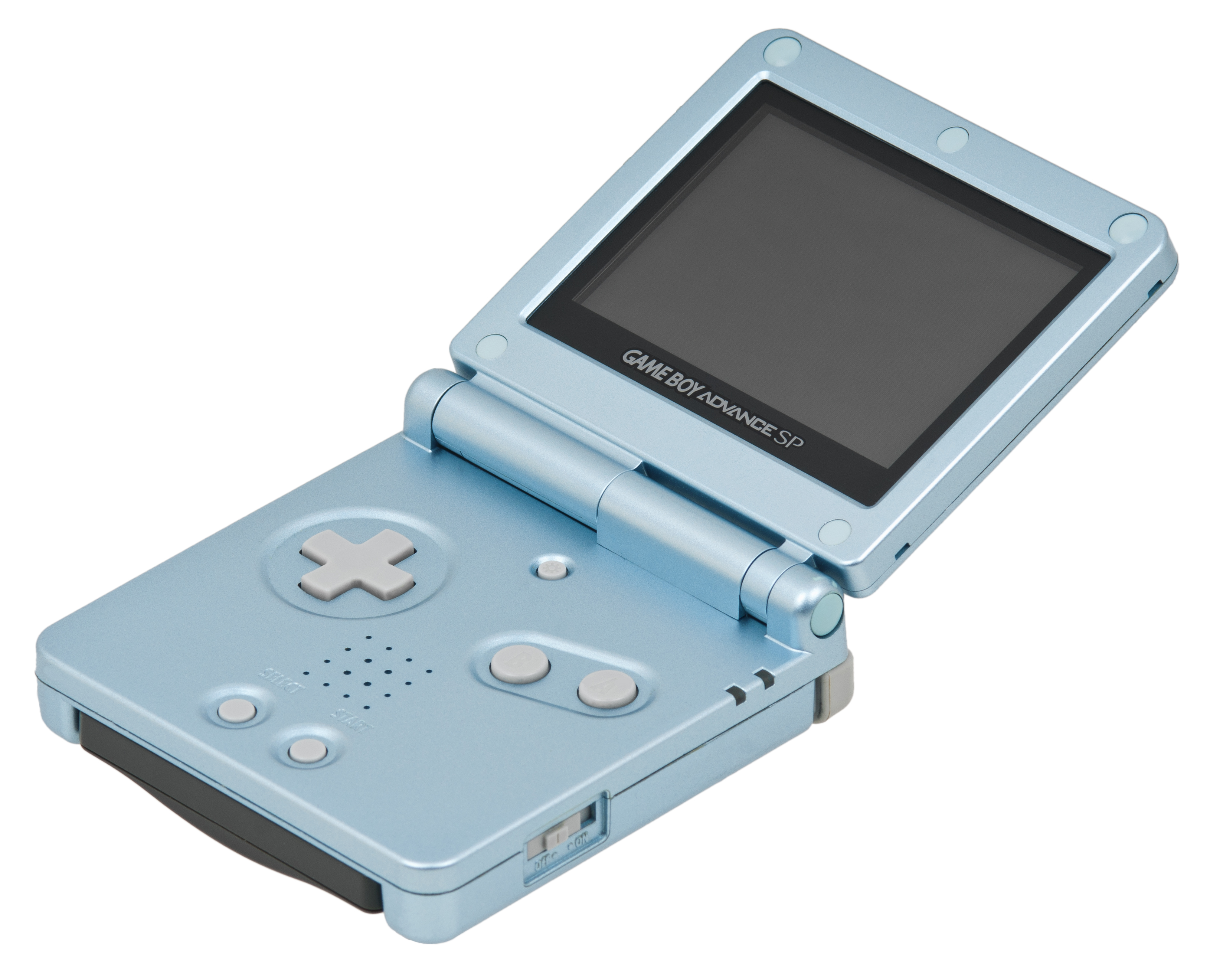
Game Boy Advance SP - Pearl Blue (đèn sau)

### Màu cơ bản
- Coban - đèn trước (2003)
- Platinum - đèn trước (2003)
- Onyx - đèn trước(2003)
- Flame Red - đèn trước (2003)
- Xanh ngọc trai - ngược sáng (2005) * đèn trước ở Châu Âu
- Graphite - backlit (2005)
- Pearl Pink - backlit (2006) * cả đèn trước và đèn nền ở Châu Âu
- Surf Blue - có đèn nền (2006) * có đèn nền ở Châu Âu và phiên bản giới hạn có đèn trước ở Mỹ

### Màu phiên bản giới hạn
- All Blacks (New Zealand)
- Phiên bản Banana Yellow Donkey Kong (JP, 10/2004, Giới hạn 1.000)
- Phiên bản "Who are you?" Đen (Walmart, US, 2004)
- Blue Marble (JP, EU, 2004)
- Bokura no Taiyou (JP, 2004)
- Camo Gray (JP)
- Camo xanh (JP)
- China Dragon (Trung Quốc, 11/2004)
- Classic NES (Hoa Kỳ, 2004)
- Disney Channel Promo Cobalt Blue (Bắc Mỹ, 2003 hoặc 2004, AGS-001, cuộc thi trên TV)
- Kênh Toon Disney (Bắc Mỹ)
- Toon Disney / Jetix (Bắc Mỹ, 2008, AGS-101, 200 máy được làm cho cuộc thi trên TV)
- Disney Channel Graphite (Bắc Mỹ, 2005 hoặc 2006, AGS-101)
- Dual Platinum/Onyx (Hoa Kỳ, 2004)
- Famicom "Phiên bản kỷ niệm 20 năm" (JP, 10-2003, giới hạn ở 1.000)
- Famicom 2 (JP)
- Final Fantasy Tactics (JP)
- IBokura no Taiyou: "Jango Red & Black" (JP, 07-2003)
- Indigo (AUS, 2004)
- Kingdom Hearts Deep Silver (All, 2004)
- Lime/Orange limited edition (US, 2004)
- Mario vs Donkey Kong (UK, 2004)
- Naruto Orange (JP 07-2004)
- Pearl White (US, JP, 2004)
- Pikachu "Toys 'R' Us"(US, 2004)
- Pokémon Emerald Bundle, Dark Green (AUS)
- Rockman EXE 4 Tournament Red Sun (JP, 12/2003)
- Rip Curl (AUS, 2004)
- Samus Satin (JP)
- SD Gundam G Generation "Char Aznable Custom" (JP, 12/2003)
- Seiken Densetsu: "Mana Blue Edition" (JP, 08-2003)
- Surfblue (US, 2004)
- Swarovski (US)
- Swiss Gamer (Switzerland)
- Target Branded Lime (US, 2003)
- Toys 'R' Us Gold (US, 11/2003)[2]
- Toys 'R' US Japan Limited Edition "Star Light Gold" (JP)
- Toys 'R' US SpongeBob SquarePants (2004, AGS-101)
- Toys 'R' Us Pearl Green (US, 2004)
- Tribal (All, 2004)
- White (All)
- Zelda: Vàng kim với huy hiệu Triforce và Hylian (EU, 2004)

### Pokémon
- Pikachu - Yellow (Toys R Us 2005, Pokémon Center Japan)
- Pokémon Center Limited Edition "Charizard Edition" (JP, 02/2004) - Fire Red
- Pokémon Center Limited Edition "Groudon Edition" (US, JP, 12/2003) - Ruby (Red)
- Pokémon Center Limited Edition "Kyogre Edition" (JP, 12/2003) - Sapphire (Blue)
- Pokémon Center Limited Edition "Rayquaza Edition" (JP, 09/2004) - Emerald (Green)
- Pokémon Center Limited Edition "Torchic" (US, JP, 03/2003) - Orange
- Pokémon Center Limited Edition "Venusaur Edition" (JP, 02/2004) - Leaf Green

## Game Boy Micro

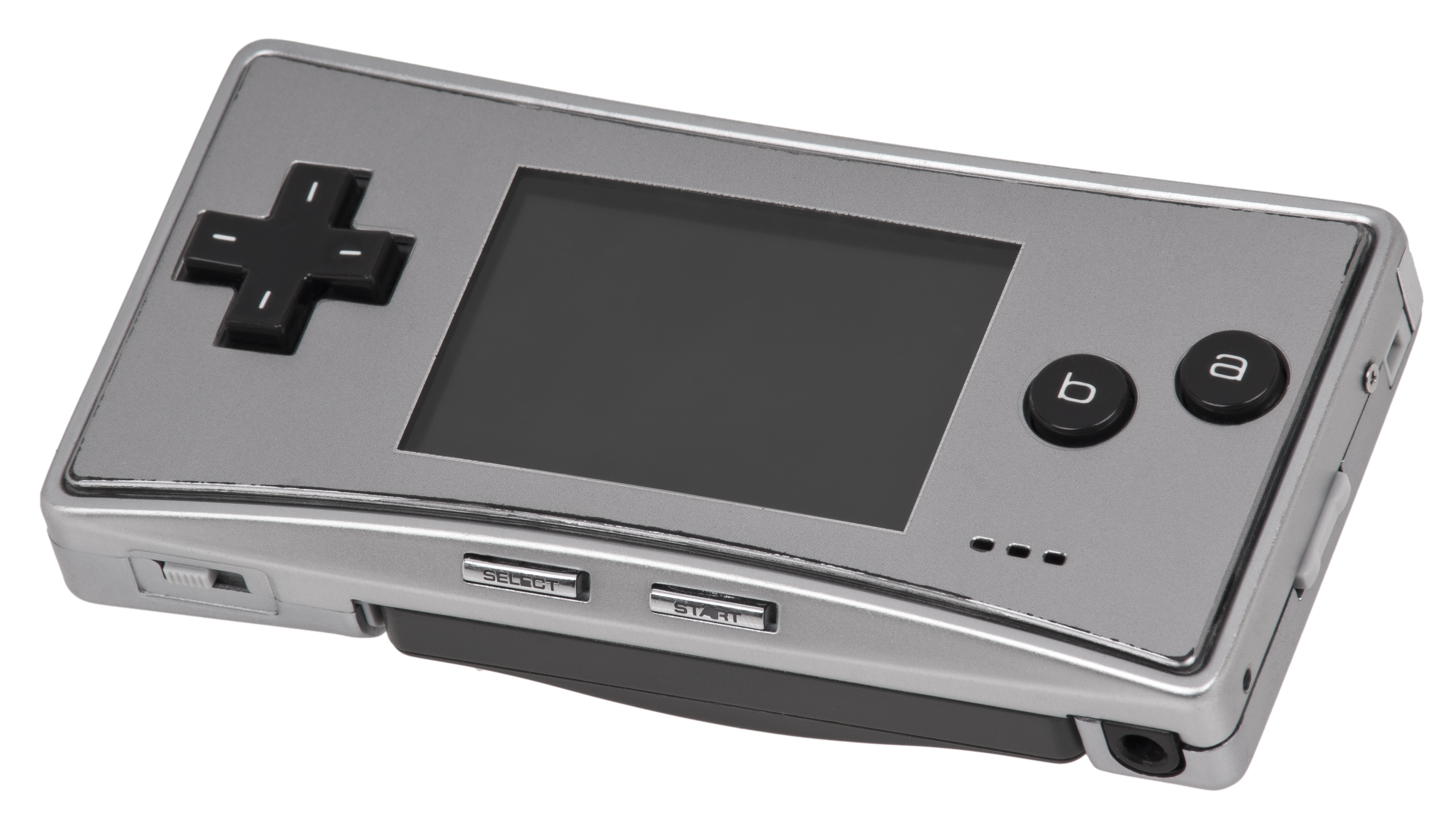
Game Boy Micro - Bạc

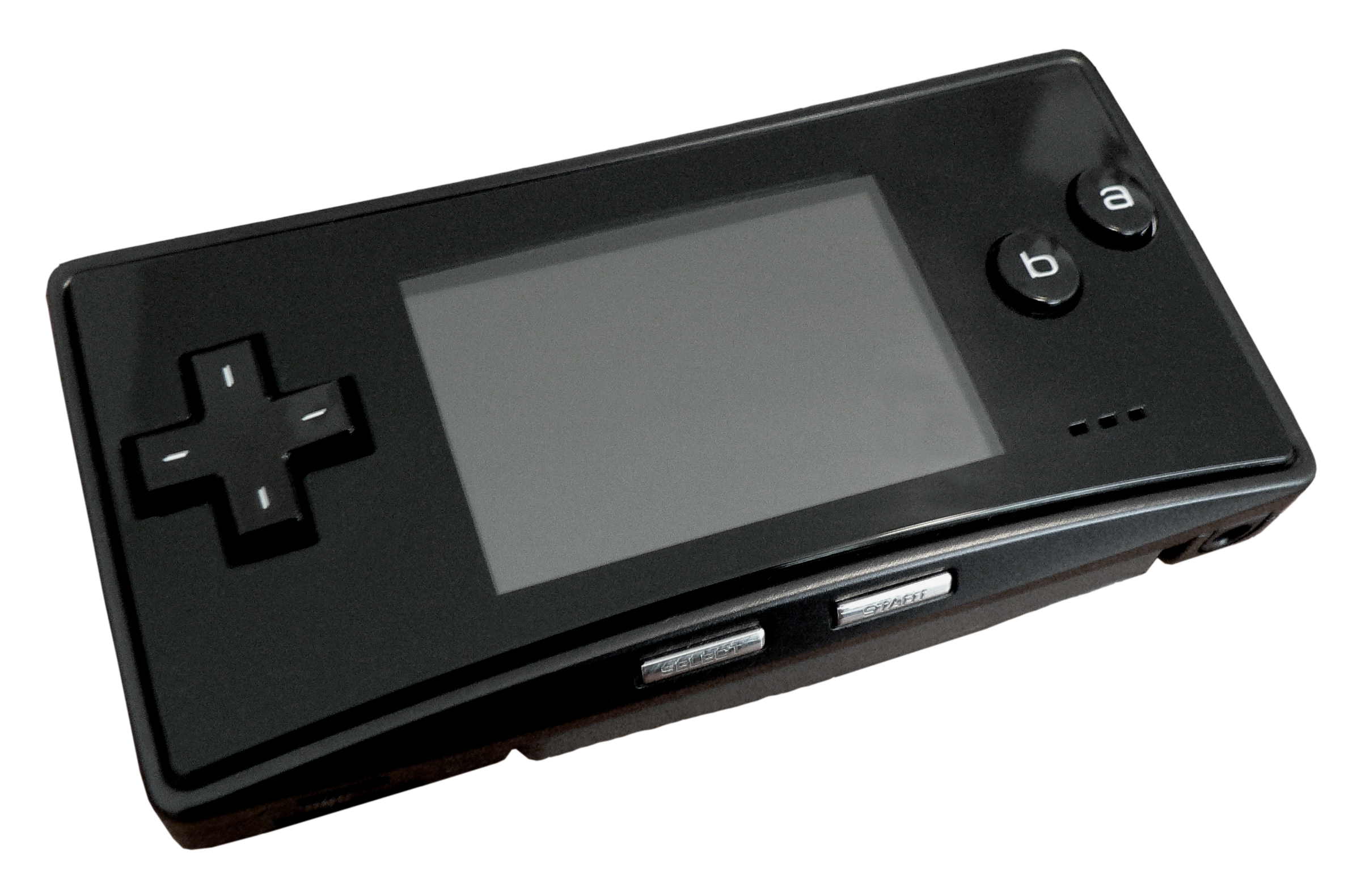
Game Boy Micro - Đen

### Màu cơ bản
- Bạc (Toàn cầu 2005)
- Đen (Nhật Bản và Úc [Mỹ với mặt nạ bạc] 2005)
- Tím (Nhật Bản và Úc, 2005)
- Xanh ngọc (Nhật Bản, 2005)
- Hồng (Châu Âu, 2005)
- Xanh lá cây (Châu Âu và Châu Á, 2005)
- Xanh da trời (Châu Âu và Úc, 2005)
- Đỏ (Châu Á và Úc, 2005)

### Phiên bản đặc biệt
- 20th Anniversary Edition - đỏ với mặt nạ vàng kim (USA, 2005)
- Famicom - đỏ với mặt nạ vàng kim (Japan, 2005)
- Pokémon - đỏ với mặt nạ đen và bóng Pikachu (Japan, 2005)
- Final Fantasy IV  - xanh với hìnhAmano trắng đen (Japan, 2005)
- Mother 3 - đỏ với mặt nạ đỏ nhòe (Japan, 2006)
- Toonami - đen với logo & hình cách điệu (Giveaway, USA, 2006)

### Danh sách các mặt nạ thay đổi
- Super Robo Taisen - mặt nạ đen với logo Nintendo (Club Nintendo Japan)
- Famicom controller II - Giống bản Famicom kèm thêm logo và nút chỉnh âm lượng (Club Nintendo Japan)
- 10th Anniversary Tower Records - đỏ với mặt nạ vàng (Japan)

Một số bản khác: Cup Noodles, Fujifilm, đội bóng chày Hanshin Tigers, Parco, Shiseido và một bộ phim có tên Custom Made 10.30